# Савельев, Виктор Захарьевич
Ви́ктор Заха́рьевич (Заха́рович) Саве́льев (2 февраля 1875—1943) — видный военачальник Русской императорской армии, генерал-лейтенант Русской армии Юга России, участник Первой мировой и Гражданской войны на стороне Белого Движения.

## Биография
Уроженец Донской станицы Ермаковской, сын офицера Войска Донского. Окончил Донской кадетский корпус в 1894 году и Михайловское артиллерийское училище в 1896 году.
Выпускник академии Генерального штаба 1902 года.
С декабря 1911 года — полковник. Командир 9-го уланского Бугского полка с 17 октября 1915 года. 6 декабря 1915 года произведён в чин генерал-майора. За бой в составе 9-й кавалерийской дивизии 27 мая 1916 года стал единственным среди командиров полков регулярной кавалерии РИА кавалером ордена св. Георгия 3-й степени:

За Порховское дело командир 9-го уланского Бугского полка полковник Савельев награждён орденом Святого Георгия 3-й степени, а командир 9-го драгунского Казанского полка полковник Лосьев помимо ордена Святого Георгия 4-й степени получил ещё небывалую для штаб-офицера награду — французскую военную медаль, которой по статуту награждаются только командующие армиями.— Четвертая Галицийская битва (Брусиловское наступление), Глава XV. Мировая война (продолжение), Часть (Том) 4,  А. А. Керсновский «История Русской армии.»
Последний начальник Елисаветградского кавалерийского училища, командовал училищем с 12 ноября 1916 года по февраль 1918 года.
В Белом движении России проходил службу как командир отряда астраханских казаков с мая по октябрь 1918 года. Затем — в резерве Добровольческой армии с ноября 1918 по январь 1919 года, далее — командир сводного Донского казачьего корпуса 2-й Донской армии с 25 января по март 1919 года. С 16 марта по 4 апреля 1919 года — командир 2-й Терской казачьей дивизии, с 10 апреля того же года — командир Астраханской конной бригады. Командир дивизии с 27 июня по 27 августа 1919 года, когда в бою под селом Солодники — хутором Старые Колодцы получив пулевое ранение в голову, выбыл из армии по ранению.

Генерал Врангель в приказе № 1 от 8 мая 1919 г. по возглавляемой им Кавказской армии в станице Великокняжеской ставил задачу «… Донскому корпусу генерала Савельева (4-я и 13-я донские казачьи дивизии), разбив и уничтожив части противника, действующие между реками Салом и Доном, переправиться на фронте Цимлянская — Мариинская на правый берег Дона и ударить в тыл Донской группировке красных». Что Виктор Захарович Савельев, кавалер ордена Святого Георгия Победоносца 3-й и 4-й степеней за германскую войну, и ведомое им войско блистательно исполнили, в результате чего вскоре был взят Царицын — http://nativregion.narod.ru/simple_page17.html Владимир Новиков. Три станицы
10 сентября 1919 года за боевые отличия произведён в генерал-лейтенанты.
Эмигрировал из России, в марте 1920(?) года в греческий город Салоники. В мае 1920 года переехал в Югославию, с 1929 года — в Болгарии. Умер в 1943 году.